# Выборы в Всесоюзный съезд Советов (1936)
Безальтернативные выборы на VIII-й всесоюзный съезд Советов прошли в ноябре 1936 года, на котором было избрано или делегировано 2025 депутата.

## Ход выборов
Де-факто, выборы представляли собой делегацию членов от автономных правительств красных сил, которые представляли интересы своего правительства и автономии на съезде.

## Галерея

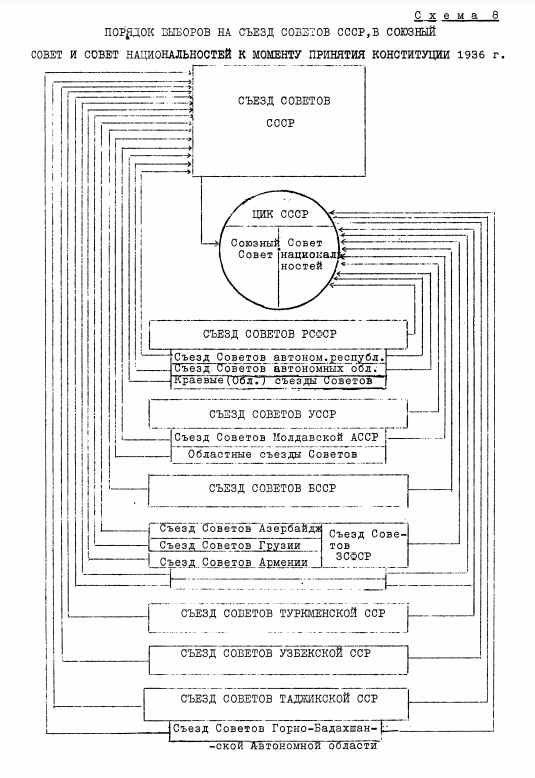
Схема выборов в Советы в СССР от 1936 года

## Итог выборов
| VIII-ой всесоюзный съезд советов      |                                                     |        |        |       |       |       |
| Партия                                | Партия                                              | Голоса | Голоса | Места | Места | Места |
| Партия                                | Партия                                              | No.    | %      | До    | После | +/–   |
|                                       | Всесоюзная коммунистическая партия (большевиков)    | —      | 71,50  | 1498  | 1448  | ▼-50  |
|                                       | Беспартийные                                        | —      | 20,54  | 425   | 416   | ▼-9   |
|                                       | Всесоюзный ленинский коммунистический союз молодёжи | —      | 7,96   | 99    | 161   | ▲62   |
|                                       |                                                     |        |        |       |       |       |
| Действительных голосов                | Действительных голосов                              | —      | —      | —     | —     | —     |
| Недействительных голосов              | Недействительных голосов                            | —      | —      | —     | —     | —     |
| Всего                                 | Всего                                               | —      | 100.00 | 2022  | 2025  | ▲3    |
| Зарегистрированных избирателей / Явка | Зарегистрированных избирателей / Явка               | —      | —      | —     | —     | ▬     |